# Thrips viminalis
Thrips viminalis är en insektsart som beskrevs av Jindřich Uzel 1895. Thrips viminalis ingår i släktet Thrips, och familjen smaltripsar. Arten är reproducerande i Sverige.